# Markus Soomets
Markus Soomets (Tartu, 2 maart 2000) is een Estische voetballer die als middenvelder speelt.

## Carrière
Soomets speelde tot en met 2016 in zijn geboorteplaats voor FC Santos Tartu. Voor deze club speelde hij ook in het tweede en eerste elftal in het betaalde voetbal. Nadat de middenvelder vervolgens een jaar in de jeugd van het Italiaanse Sampdoria had gespeeld keerde hij tijdelijk terug in Estland. Na een korte periode aldaar bij JK Tammeka Tartu speelde Soomets, wederom in Italië, enkele wedstrijden voor Serie D club Rende Calcio 1968. Vanaf 2022 speelde hij opnieuw in Estland. Dit keer niet in zijn geboorteplaats, maar in Tallinn, voor de plaatselijke FC Flora. Na 106 competitiewedstrijden en ook wedstrijden in de voorronden van de Champions League en Conference League tekende de Est op 11 december 2024 een contract tot de zomer van 2026 bij FC Den Bosch. Zijn debuut maakte hij op 18 januari 2025 in met de met 5-0 verloren uitwedstrijd tegen MVV Maastricht. Soomets verving na rust Mikuláš Bakaľa. Zijn eerste basisplaats had de middenvelder op 27 januari 2025 in met de 2-0 gewonnen thuiswedstrijd tegen Jong FC Utrecht. Soomets werd in de vierentachtigste minuut vervangen door de speler die hij tijdens zijn debuut zelf verving, Bakaľa. Uiteindelijk speelde de Est in zestien van de achttien mogelijke competitiewedstrijden mee. Acht in de basis en acht als invaller. Op 25 juni 2025 maakte FC Den Bosch bekend dat het contract van Soomets in goed overleg is ontbonden.

## Interlandcarrière
Soomets doorliep de lichtingen van de o17, o19, o21 en o23 van Estland en scoorde in de 55 jeugdinterlands twee keer. Op 11 november 2020 maakte hij zijn debuut voor het eerste elftal. In het met 4-0 verloren vriendschappelijke duel met Italië speelde hij de volle negentig minuten.